# Lajaguar
 (août 2025).
Wendyam Severin Yameogo plus connu sur le nom de Lajaguar est un artiste humoriste burkinabè.

## Biographies

### Enfance, étude et début
Wendyam Séverin Yameogo, surnommé Lajaguar, est né en 1992 à Soubré, en Côte d'Ivoire. En 2000, il retourne au Burkina Faso pour poursuivre ses études secondaires, où il obtient son baccalauréat en 2014. Après avoir pratiqué la danse tradi-moderne au collège, il découvre son talent pour la comédie en classe de terminale. Il débute officiellement dans le domaine de l'humour en 2020.

## Carrière professionnelle
Lajaguar célèbre ses dix ans de carrière le 14 février 2025 au salle des banquet de Ouaga 2000.

## Vie Associative
Lajaguar est le président de l'association des Vagabonds de l'Assainissement, où il mène des actions de sensibilisation à la salubrité et distribue des poubelles,.

## One man show
Le 5 mars 2022 a canal Olympia Ouaga 2000, après Koudougou il organise son troisième one man show a Ouagadougou.

## Distinction
2021: Prix youth Heroes Awards

## Note et référence
1. ↑  Gloria BALO, « Humour : Lajaguar , un humoriste qui allie l'intelligence à l'absurdité », sur ArtistesBF, 25 juin 2024 (consulté le 8 février 2025)
2. ↑  « Humour : Lajaguar, l’homme qui allie études et humour - leFaso.net », sur lefaso.net (consulté le 8 février 2025)
3. ↑  Abdoul Gani Barry, « 10 ans de carrière de l’humoriste LaJaguar : Ses soutiens attendus le 14 février pour une fête inédite à la salle des banquets », sur Burkina24.com - Actualité du Burkina Faso 24h/24, 6 février 2025 (consulté le 8 février 2025)
4. ↑  redacteur, « La Jaguar, humoriste: « Je veux assainir les 54 Etats de l’Afrique » », sur Studio Yafa - Information & Dialogue au Burkina Faso, 28 janvier 2021 (consulté le 8 février 2025)
5. ↑  « Projet «Le spectacle ville propre» », sur Oxygene Mag (consulté le 8 février 2025)
6. ↑  « One Man Show de La Jaguar : Le ticket en plus d’une miche de pain », sur Oxygene Mag (consulté le 8 février 2025)
7. ↑  saly, « Lajaguar présente son prix international à Burkina24 », sur Burkina24.com - Actualité du Burkina Faso 24h/24, 23 août 2021 (consulté le 8 février 2025)